# مارئینکا، اوکراین
مارئینکا (اوکراینی: Мар'їнка) شهری در استان دونتسک در کشور اوکراین واقع شده‌است. جمعیت این شهر ۹,۲۵۶ نفر (۲۰۲۱ تخمینی) است.

## نگارخانه

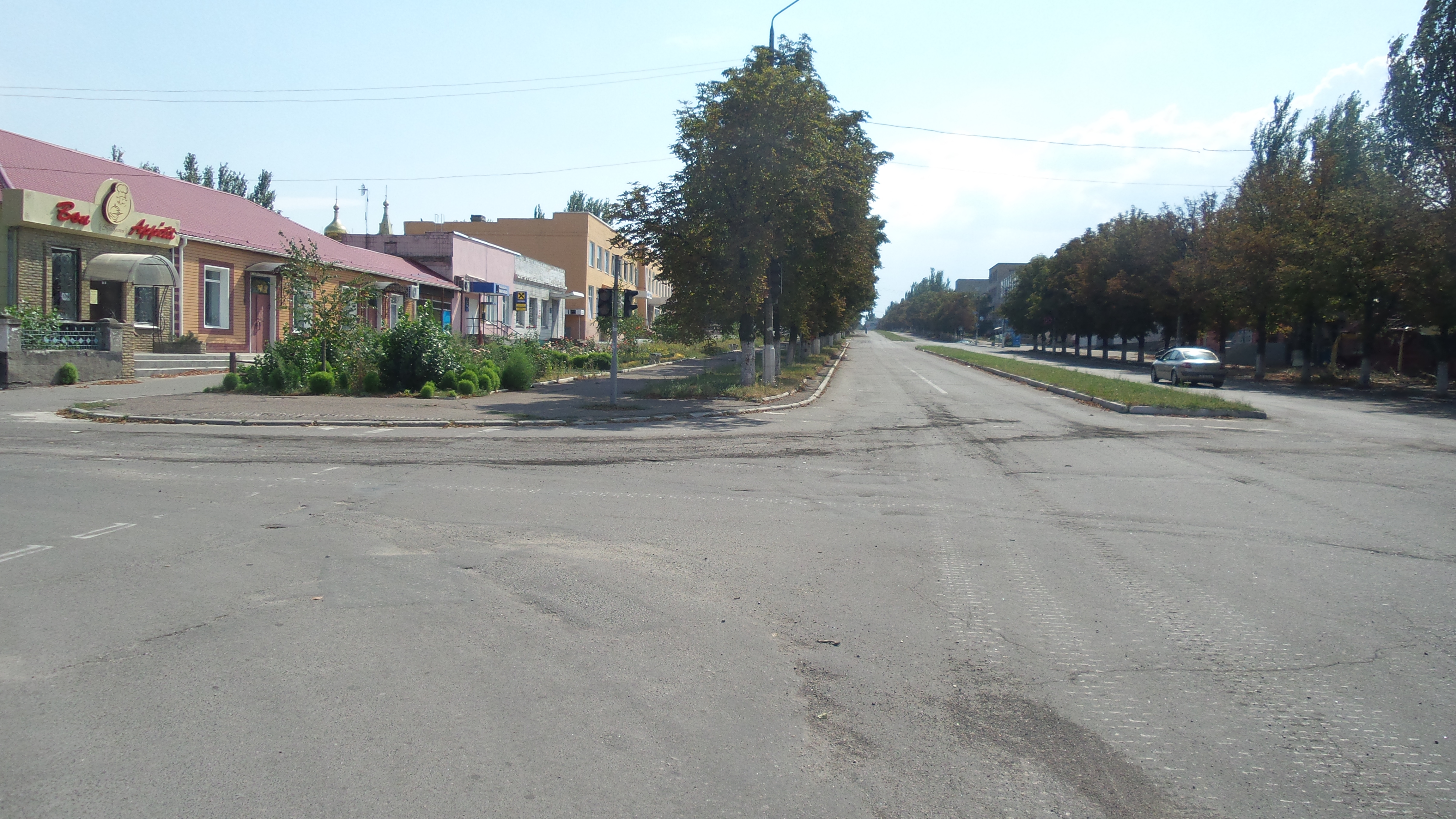
Central part of Marjinka
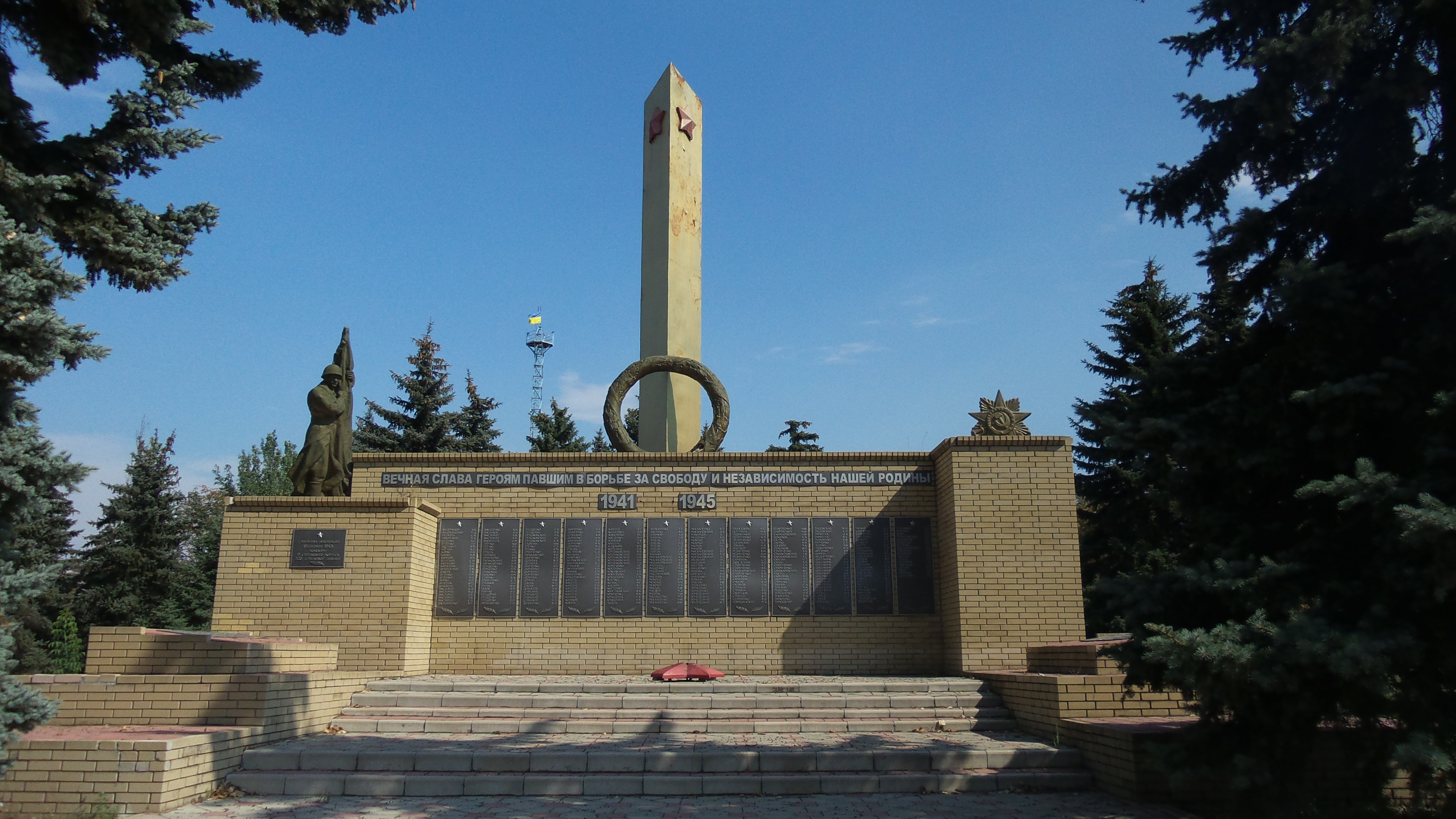
WW2 memorial
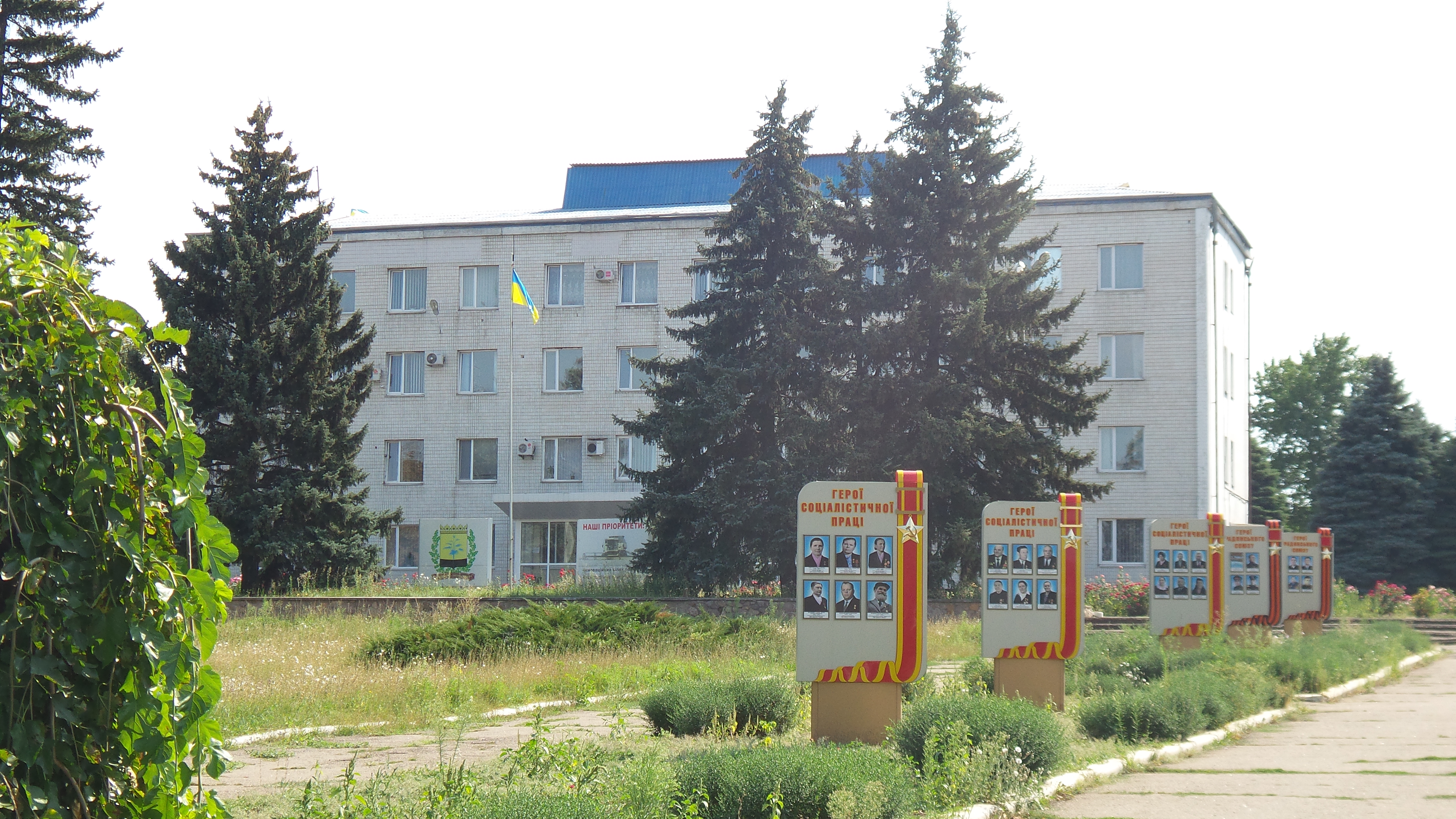
Administrative building
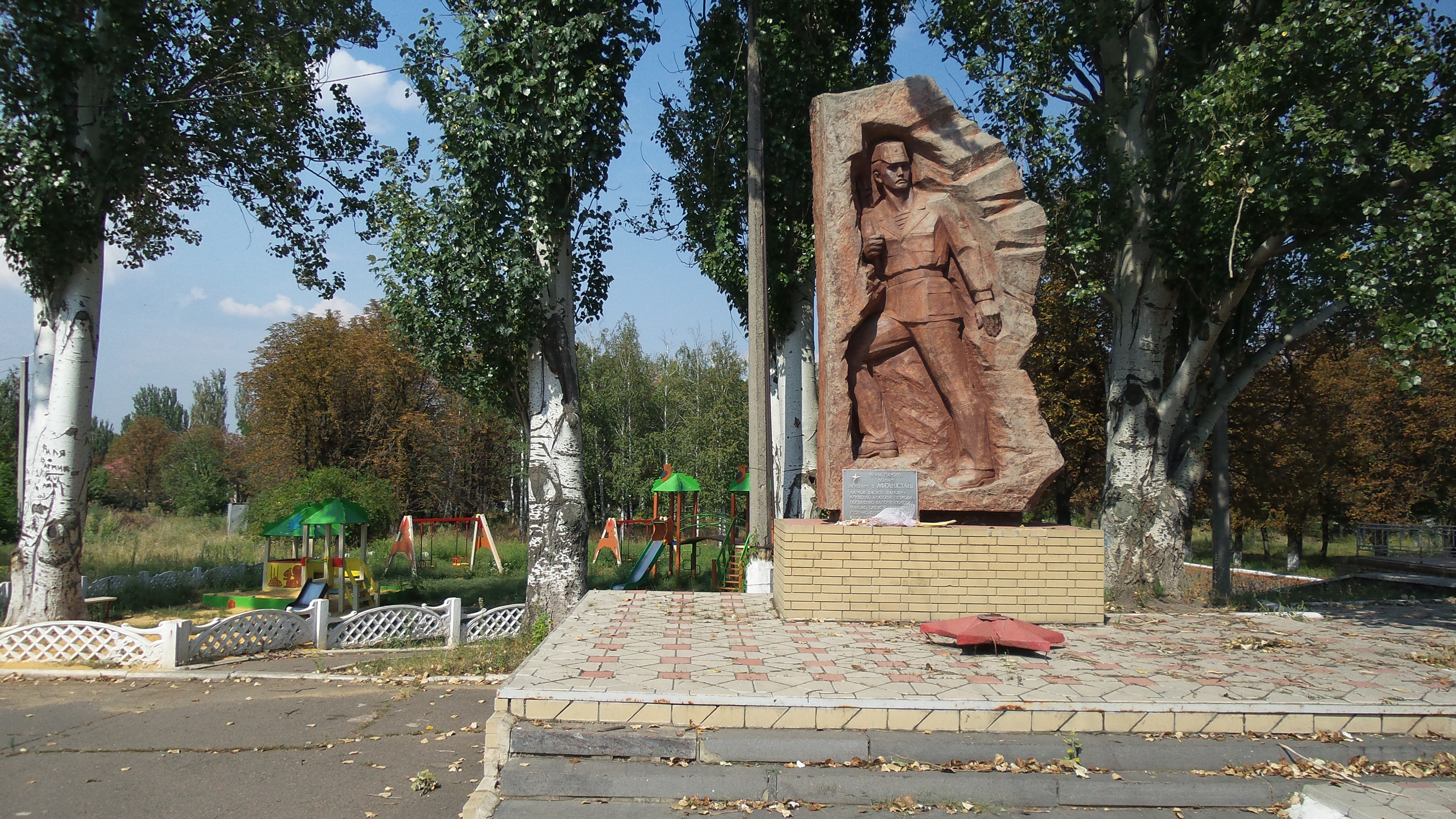
جنگ شوروی در افغانستان memorial in city park